# Brassaiopsis gracilis
Brassaiopsis gracilis là một loài thực vật có hoa trong Họ Cuồng cuồng. Loài này được Hand.-Mazz. mô tả khoa học đầu tiên năm 1933.